# Felipe Sierra Pambley
Felipe Sierra Pambley (San Miguel de Laciana (León), 26 de mayo de 1774-Madrid, 1823) fue un jurista y político español, secretario de Estado y del Despacho Universal de Hacienda desde el 28 de febrero hasta el 5 de agosto de 1822 y ministro interino de Guerra, reinando Fernando VII, durante el Trienio Constitucional.

## Biografía
Hijo de Ángel Sierra Pambley, fue abogado de Hacienda, comisario regio en Canarias en 1817, caballero supernumerario de la Orden de Carlos III por decreto de 26 de mayo de 1820, director general de Contribuciones Directas en 1821, consejero de Estado honorario en 1823, y también diputado a Cortes por León en 1820. Miembro del Gran Oriente de España, tenía el nombre de Nekar.
Contrajo matrimonio con Joaquina Álvarez Blasón. Durante el Trienio Liberal, con cuyos postulados se vinculó activamente, consta que al constituirse la Sociedad Patriótica Constitucional de León, en mayo de 1820, él era un miembro destacado de la misma.
Fue intendente de provincia, intendente del Ejército en 1820, ministro de Hacienda desde el 28 de febrero de 1822 al 5 de agosto de 1822. Fue también ministro interino de Guerra. El 29 de octubre de 1822, por considerársele implicado en la conspiración del 7 de julio de 1822 junto a los liberales moderados (Francisco Martínez de la Rosa, Juan Bravo Murillo y el Conde de Toreno), se ordena su búsqueda y captura.
Consejero de Estado honorario en 1823, participó en el Legislativo como diputado a Cortes por la circunscripción de León entre 1820 y 1822 y en la legislatura de 1844. Fue abuelo del hacendado y filántropo Francisco Fernández-Blanco de Sierra-Pambley.